# گمینا یانوف لوبلسکی
گمینا یانوف لوبلسکی (به لهستانی:  Gmina Janów Lubelski) یک گمینا در لهستان است که در شهرستان یانوف لوبلسکی واقع شده‌است. گمینا یانوف لوبلسکی ۱۷۸٫۲۴ کیلومتر مربع مساحت و ۱۶٬۲۷۲ نفر جمعیت دارد.